# Pont National (Paris)
Pour les articles homonymes, voir Pont National et Pont Napoléon.
Le pont National est un pont routier et ferroviaire franchissant la Seine.

## Situation et accès
Le pont National se situe à Paris à l'est des 12e et 13e arrondissements entre les portes de Bercy et de la Gare.
Sa partie ferroviaire supporte la ligne de Petite Ceinture, aujourd'hui partiellement détruite. Sa partie routière relie le boulevard Poniatowski au boulevard du Général-d'Armée-Jean-Simon, nom donné (en l’honneur du général Jean Simon) depuis 2005 à cette partie du boulevard Masséna. La ligne 3a du tramway d'Île-de-France emprunte la partie routière du pont.
Ce site est desservi par la ligne 14 du métro aux stations Cour Saint-Émilion et Bibliothèque François-Mitterrand et par la ligne 3a du tramway d'Île-de-France aux stations Avenue de France ou Baron Le Roy.

## Architecture

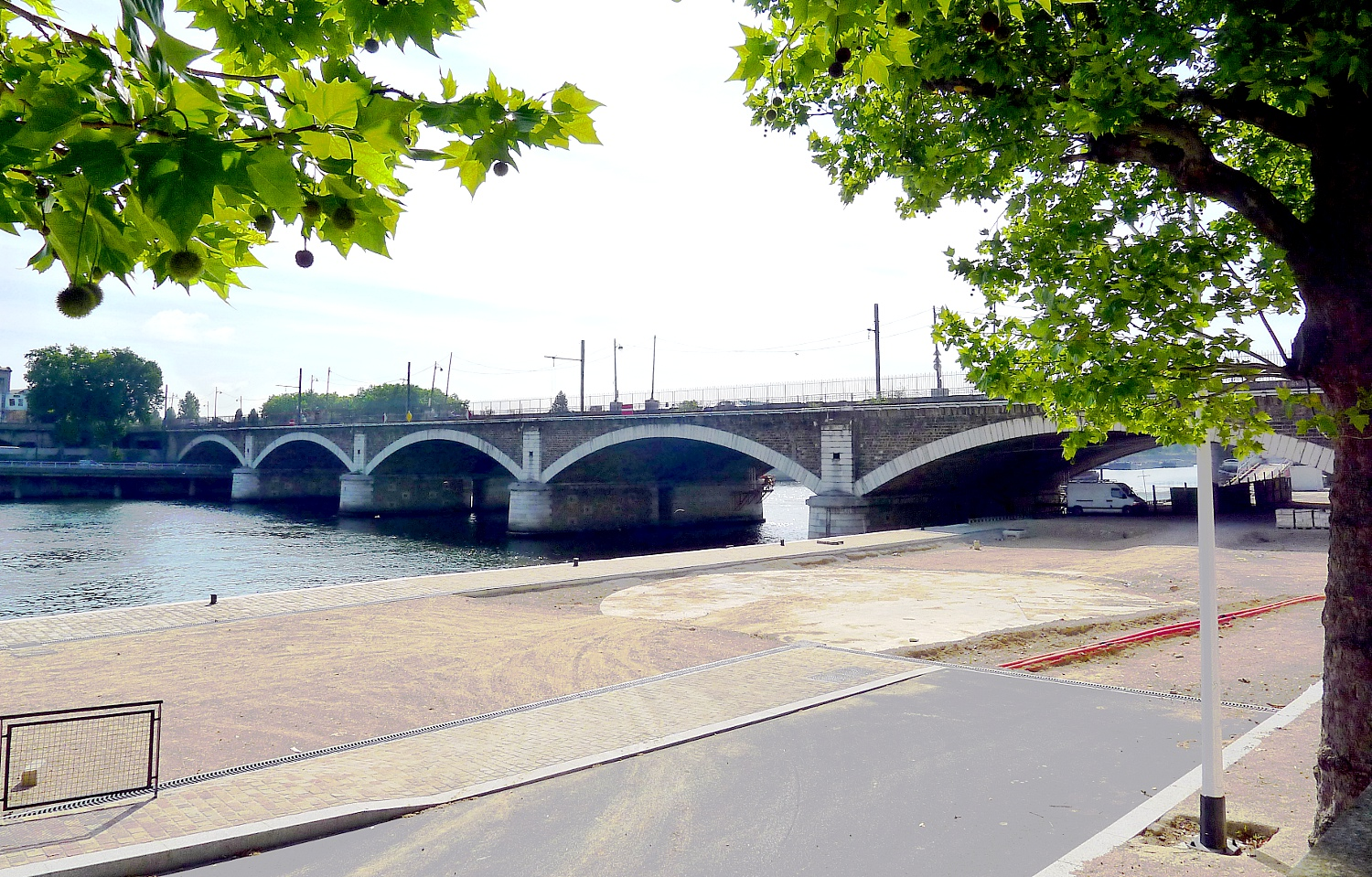
Pont National vu du port de Tolbiac.

D'une longueur totale de 188,50 m, comportant cinq arches en maçonnerie, il fut inauguré en 1853 en tant que pont ferroviaire (pour permettre le passage de la ligne de Petite Ceinture) et pour relier les fortifications de part et d'autre du fleuve.

## Origine du nom
Son nom renvoie à la révolution de 1848.

## Historique

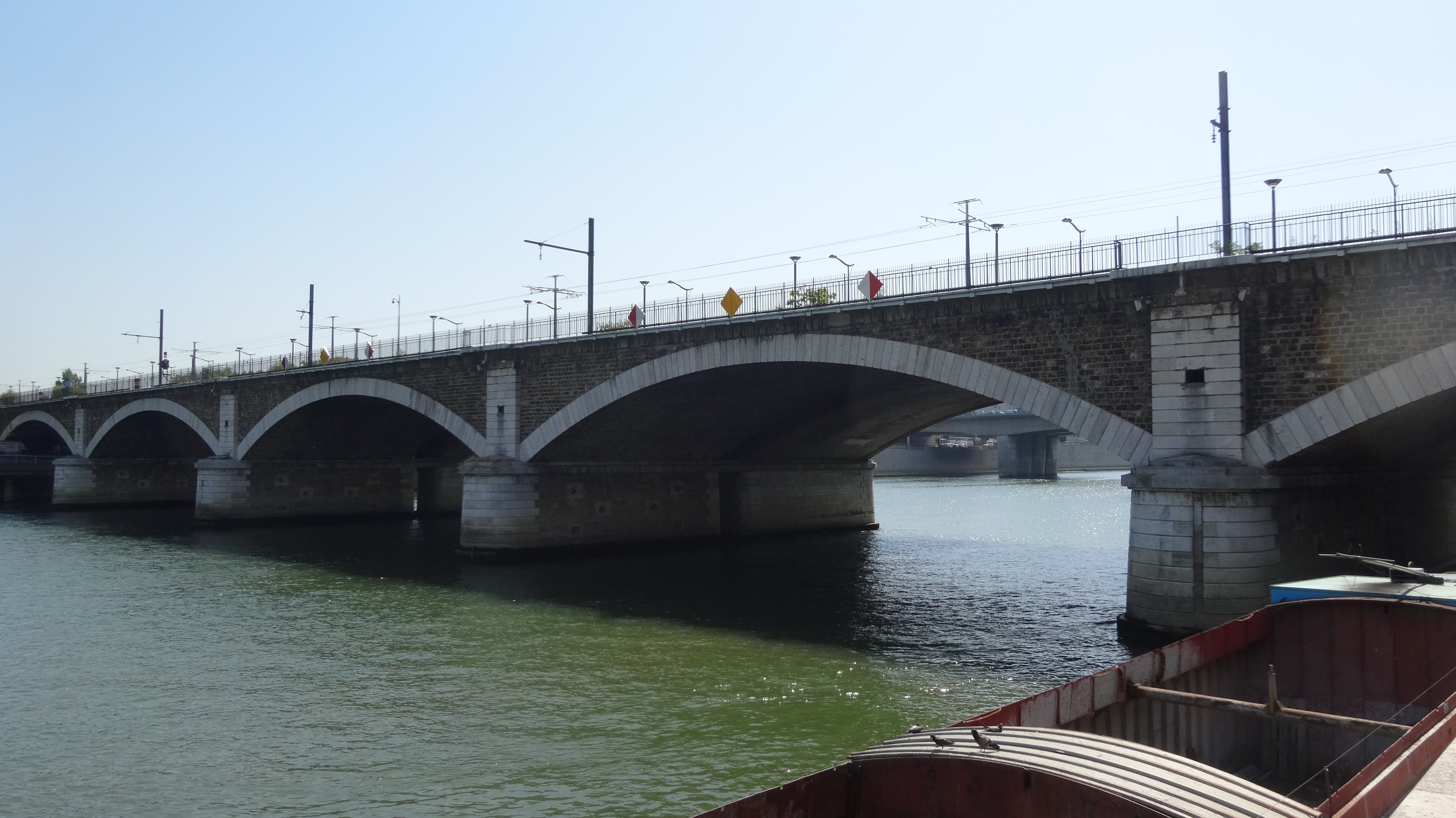
Vue de l'ouvrage depuis le quai Panhard-et-Levassor.

Le pont National a été construit entre 1852 et 1853 par les ingénieurs Couche et Petit. Il fut le premier pont routier et ferroviaire du Second Empire à relier les gares de Batignolles et d'Orléans (aujourd'hui gare d'Austerlitz) en lieu et place des traditionnelles voitures hippomobiles qui assuraient le trajet entre les deux gares.
En 1860, il devient la porte fluviale de la capitale à la suite de l'annexion des communes bordant Paris.
Il fut appelé « pont Napoléon III » jusqu'en 1870. À la chute du Second Empire, il est rebaptisé « pont National ».
Entre 1936 et 1944, il est doublé côté amont, les travaux étant à peine interrompus par l'occupation allemande. Les dernières modifications de l'ouvrage sont faites en 1953.
Le 1er juillet 2011, une passerelle de 4,27 mètres de large et de 250 mètres de long lui est annexée afin d'assurer une bonne coexistence des voitures, bus, tramway, piétons et cyclistes en prévision du prolongement de la ligne 3a du tramway d'Île-de-France vers l'est en 2012. Cette passerelle est réservée aux piétons et aux cyclistes.